# Hundefloh
Der Hundefloh (Ctenocephalides canis) ist ein parasitierendes Insekt der Ordnung der Flöhe (Siphonaptera), dessen Hauptwirt Hundeartige sind. Menschen werden vom Hundefloh eher selten befallen, für die Übertragung von Krankheiten spielt er ebenfalls kaum eine Rolle.
Trotz dieser Wirtspräferenz ist der Hundefloh bei Haushunden allenfalls in ländlichen Gebieten anzutreffen, bei Stadthunden ist der Katzenfloh deutlich häufiger. Weitere bei Hunden vorkommende Floharten sind der Menschenfloh, der Fuchsfloh, der Hühnerfloh, der Kaninchenfloh, der Rattenfloh und der Sandfloh.

## Merkmale
Adulte weibliche Hundeflöhe sind zwischen zwei und vier Millimeter lang, männliche zwischen zwei und drei Millimeter. Ihre Farbe ist bräunlich, sie sind wie alle Flöhe flügellos und haben einen seitlich abgeplatteten Körper mit einem druckfesten Chitinpanzer, der es ihnen erlaubt, sich zwischen Haaren – wie z. B. im Fell eines Hundes als Wirt – fortzubewegen. Beide Geschlechter der adulten Individuen saugen Blut von ihrem Wirt.
Die Eier des Hundeflohs sind um 0,6 Millimeter lang, haben eine ovale Form und glänzen milchig-weiß. Die Larven sind je nach Stadium zwischen einem und sechs Millimeter lang, haben eine schlanke Form, sind milchig-gelb und besitzen Borsten, aber keine Beine. An ihnen lässt sich eine braune Kopfkapsel mit Mundwerkzeugen erkennen.
Hundeflöhe sind in der Lage bis zu 50 cm weit (Durchschnitt 30,4 cm) und 25 cm hoch zu springen (Durchschnitt: 15,5 cm).

## Lebensweise
Der Entwicklungszyklus läuft in allen Stadien bei 25 °C, also nahe der Raumtemperatur, und bei einer relativen Luftfeuchtigkeit um 80 % optimal ab. Dementsprechend wird die Vermehrung durch Trockenheit bzw. Kälte gehemmt. In nahezu optimalen Fällen beträgt die Entwicklungszeit durchschnittlich drei bis fünf Wochen, die maximale Zeitspanne beträgt etwa 30 Wochen.